# John Frink
Este artículo es sobre el guionista. Para el personaje del mismo nombre, véase Profesor Frink.
John Frink (nacido en 1964 en Whitesboro, Nueva York) es un productor y guionista de televisión estadounidense, principalmente reconocido por su trabajo en la serie animada Los Simpson. Uno de los personajes de la serie, el Profesor Frink, fue nombrado de esta forma en su honor, aunque el personaje apareció por primera vez antes de que Frink se uniese a los guionistas.]
Luego de graduarse del Emerson College en Boston, Massachusetts, Frink obtuvo una maestría en literatura creativa y comenzó su carrera como guionista trabajando en varias sitcoms que estuvieron poco tiempo en el aire. Comenzó a formar parte del elenco de Los Simpson en 2000. 

## Episodios deLos Simpson
Frink ha escrito o contribuido en varios episodios de Los Simpson: 
Episodios de Los Simpson escritos por John Frink y Don Payne
- Insane Clown Poppy (BABF17) (2000)
- Treehouse of Horror XI (BABF21, "Scary Tales Can Come True") (2000)
- Bye Bye Nerdie (CABF11) (2001)
- Simpsons Tall Tales (CABF17, "The Paul Bunyan Story") (2001)
- Treehouse of Horror XII (CABF19, "House of Whacks") (2001)
- The Bart Wants What it Wants (DABF06) (2002)
- The Great Louse Detective (EABF01) (2002)
- Old Yeller Belly (EABF14) (2004)
- The Wandering Juvie (FABF11) (2004)

Episodios de Los Simpson escritos por John Frink sin Don Payne
- Bart-Mangled Banner (FABF17) (2004)
- The Girl Who Slept Too Little (GABF16) (2005)
- The Italian Bob (HABF02) (2005)
- Stop, or My Dog Will Shoot! (JABF12) (2007)
- All About Lisa (KABF13) (2008)
- Lost Verizon (KABF14) (2008)